# مايكل رينسنغ
مايكل رينسنج (بالألمانية: Michael Rensing) (14 مايو 1984 - في لينجين ألمانيا )، لاعب كرة قدم ألماني يلعب في مركز حارس مرمى يلعب في نادي كولن منذ 2011.

## روابط خارجية
- مايكل رينسنغ على موقع الاتحاد الأوربي (الإنجليزية)
- مايكل رينسنغ على موقع قاعدة بيانات كرة القدم.إي يو (الإنجليزية)
- مايكل رينسنغ على موقع بيانات كرة القدم. دي إي (الألمانية)
- مايكل رينسنغ على موقع Soccerway.com (الإنجليزية)
- مايكل رينسنغ على موقع عالم كرة القدم.نت (الإنجليزية)
- مايكل رينسنغ على موقع كووورة
- مايكل رينسنغ على موقع AS.com (الإسبانية)